# Вакцинація проти COVID-19 в Австралії
Вакцинація проти COVID-19 в Австралії — це кампанія масової імунізації населення Австралії проти COVID-19 під час пандемії коронавірусної хвороби. Вакцинація проти COVID-19 розпочалась в Австралії 22 лютого 2021 року, і тривала для всіх бажаючих жителів країни до 2022 року. Працівники служб невідкладного реагування, персонал для догляду за літніми людьми та жителі будинків догляду для літніх людей мали пріоритет для щеплення перед поступовим поетапним впровадженням вакцинації для менш вразливих груп населення та груп населення з меншим ризиком протягом 2021 року. Австралійське агентство з лікарських засобів схвалило 4 вакцини для використання в Австралії у 2021 році: вакцину Pfizer–BioNTech 25 січня 2021 року, вакцину AstraZeneca 16 лютого, вакцину Janssen 25 червня, та вакцину Moderna 9 серпня. Незважаючи на те, що вакцина Janssen була схвалена для використання, станом на червень 2021 року не була включена в австралійську програму вакцинації.
Станом на 3 серпня 2022 року в Австралії загалом введено 62492656 доз вакцини. Проведення вакцинації в країні спочатку критикувалося за повільні темпи та пізній початок, значно нижчі за початкові урядові цілі. Незважаючи на це, Австралія почала вакцинувати своїх громадян порівняно швидкими темпами, обігнавши США за охопленням першою дозою до 10 жовтня 2021 року. Загалом були повністю вакциновані понад 95 % населення Австралії віком від 12 років.

## Вакцинальна кампанія та поширення вакцин
Федеральний уряд заявив, що надаватиме безкоштовну вакцинацію від COVID-19 усім, хто проживає в Австралії, переважно незалежно від імміграційного статусу. Як і для більшості вакцин, австралійцям не потрібен рецепт, щоб отримати вакцину проти COVID-19.

### Фази введення вакцини проти COVID-19 в країні
| Порядковий номер | Пріоритетна група | Кількість відповідних (приблизно) | Кількість цільових доз | Прогрес  |
| ---------------- | --- | --------------------------------- | ---------------------- | -------- |
| Фаза 1а          | |                                   |                        |          |
| 1                | Карантинні, прикордонні та медичні працівники, які безпосередньо надають допомогу хворим                                       | 678,000                           | до 1,4 млн             | Виконано |
| 2                | Підгрупи медичних працівників першої лінії для встановлення пріоритетів                                                        | 678,000                           | до 1,4 млн             | Виконано |
| 3                | Персонал для догляду за людьми похилого віку та інвалідами                                                                     | 678,000                           | до 1,4 млн             | Виконано |
| 4                | Доглядачі за людьми похилого віку та інвалідами                                                                                | 678,000                           | до 1,4 млн             | Виконано |
| Фаза 1b          | |                                   |                        |          |
| 5                | Літні люди віком від 80 років                                                                                                  | 6,139,000                         | до 14,8 млн            | Виконано |
| 6                | Люди похилого віку 70–79 років                                                                                                 | 6,139,000                         | до 14,8 млн            | Виконано |
| 7                | Інші медичні працівники | 6,139,000                         | до 14,8 млн            | Виконано |
| 8                | Аборигени та жителі островів Торресової протоки віком від 55 років                                                             | 6,139,000                         | до 14,8 млн            | Виконано |
| 9                | Дорослі з хронічними захворюваннями, у тому числі з інвалідністю                                                               | 6,139,000                         | до 14,8 млн            | Виконано |
| 10               | Працівники критично важливих служб і групи високого ризику, включаючи оборону, аварійні служби та м'ясопереробну промисловість | 6,139,000                         | до 14,8 млн            | Виконано |
| Фаза 2а          | |                                   |                        |          |
| 11               | Люди похилого віку 60–69 років                                                                                                 | 6,570,000                         | до 15,8 млн            | Виконано |
| 12               | Дорослі віком 40–59 років | 6,570,000                         | до 15,8 млн            | Виконано |
| 13               | Аборигени та жителі островів Торресової протоки віком 18–54 роки                                                               | 6,570,000                         | до 15,8 млн            | Виконано |
| 14               | Інші працівники, які працюють у критичних службах і мають підвищений ризик                                                     | 6,570,000                         | до 15,8 млн            | Виконано |
| Фаза 2b          | |                                   |                        |          |
| 15               | Дорослі віком 16–39 років | 6,643,000                         | до 16 млн              | Виконано |
| 16               | Будь-які невакциновані у попередніх фазах австралійці                                                                          | 6,643,000                         | до 16 млн              | Виконано |
| Фаза 3           | |                                   |                        |          |
| 17               | Австралійці 12–15 років | 1,243,990                         | до 2,4 млн             | Виконано |
| Фаза 4           | |                                   |                        |          |
| 18               | Бустерна доза для людей з ослабленим імунітетом                                                                                | 500,000                           | 500,000                | Виконано |
| 19               | Бустерна доза для осіб віком 18+                                                                                               | 20,037,617                        | 20 мільйонів           | Виконано |
| 20               | Діти 5–11 років | -                                 | -                      | Виконано |

21 лютого 2021 року, за день до раніше оголошеної дати початку програми, прем'єр-міністр Скотт Моррісон, головний медичний спеціаліст Пол Келлі, головна медсестра Елісон Макміллан, Кріс Меттьюз і «невелика група» літніх людей стали першими австралійцями, які отримати вакцину Pfizer–BioNTech. Початкова вакцинація широко транслювалася по телебаченню з надією запевнити австралійців щодо якості, ефективності та безпеки вакцин проти COVID-19.
22 березня міністр охорони здоров'я Грег Гант оголосив про початок фази 1b вакцинації. На цьому етапі планувалося зробити щеплення понад 6 мільйонам австралійців, і приблизно 1000 закладів загальної практики брали участь у вакцинації по всій країні, щоб прискорити вакцинальну кампанію.
Федеральний уряд Австралії вирішив віддати перевагу вакцинації людям віком від 50 років. Вони мали право на вакцинацію з 3 травня 2021 року в респіраторних клініках загальної практики та державних або територіальних клініках вакцинації. Австралійська технічна консультативна група з імунізації порадила уряду зарезервувати вакцину Pfizer для осіб віком до 50 років, а вакцину AstraZeneca вводитимуть у фази 2а.
19 серпня 2021 року прем'єр-міністр Скотт Моррісон повідомив, що жителі країни віком 16–39 років матимуть право на вакцинацію вакциною Pfizer з 30 серпня 2021 року.
5 грудня 2021 року медичний регулятор Австралії, схвалив застосування вакцини Pfizer дітям віком від 5 до 11 років. Станом на 10 грудня 2021 року планувалося розпочати вакцинацію дітей віком від 5 до 11 років вакциною Pfizer з 10 січня 2022 року.

## Проведення вакцинації за штатом і територією
| Штат або територія               | Кількість населення віком 12+ | Введено першу дозу | Введено другу дозу | Населення, яке отримало першу дозу (12+) | Населення, яке отримало обидві дози (12+) | Посилання           |
| -------------------------------- | ----------------------------- | ------------------ | ------------------ | ---------------------------------------- | ----------------------------------------- | ------------------- |
| Австралійська столична територія | 363,730                       | 365,858            | 358,999            | >99 %                                    | 99 %                                      | [ 7 ] [ 23 ]        |
| Новий Південний Уельс            | 6,955,981                     | 6,535,213          | 6,405,004          | 94 %                                     | 92 %                                      | [ 24 ] [ 7 ] [ 23 ] |
| Північна Територія               | 203,631                       | 177,480            | 159,560            | 87 %                                     | 78 %                                      | [ 7 ] [ 23 ]        |
| Квінсленд                        | 4,382,853                     | 3,784,644          | 3,419,829          | 86 %                                     | 78 %                                      | [ 25 ] [ 7 ] [ 23 ] |
| Південна Австралія               | 1,523,147                     | 1,363,344          | 1,246,285          | 90 %                                     | 82 %                                      | [ 26 ] [ 7 ] [ 23 ] |
| Тасманія                         | 466,480                       | 438,183            | 408,599            | 94 %                                     | 88 %                                      | [ 27 ] [ 7 ] [ 23 ] |
| Вікторія                         | 5,716,185                     | 5,325,153          | 5,193,385          | 93 %                                     | 91 %                                      | [ 28 ] [ 7 ] [ 23 ] |
| Західна Австралія                | 2,247,847                     | 1,937,765          | 1,724,451          | 86 %                                     | 77 %                                      | [ 29 ] [ 7 ] [ 23 ] |
| Австралія                        | 21,863,949                    | 20,142,711         | 19,101,361         | 92 %                                     | 87 %                                      | [ 30 ]              |

Статистика щеплень для всіх вікових груп
| Вікова група населення                                          | Частково щеплені | Повністю вакцинована |
| --------------------------------------------------------------- | ---------------- | -------------------- |
| 0+                                                              | 78,4 %           | 74,3 %               |
| 12+                                                             | 92,1 %           | 87,4 %               |
| 16+                                                             | 93,0 %           | 88,5 %               |
| 70+                                                             | >99 %            | 98,3 %               |
| Станом на 7 грудня 2021 року 12:00 за східним стандартним часом |                  |                      |

### Щеплення за територією та місцем проведення
| Штат або територія                                              | Центри вакцинації | Щеплення за віком | Клініки загальної практики |
| --------------------------------------------------------------- | ----------------- | ----------------- | -------------------------- |
| Австралійська столична територія                                | 730,672           | 16,549            | 678,151                    |
| Новий Південний Уельс                                           | 5,002,549         | 557,944           | 11,715,218                 |
| Північна Територія                                              | 316,951           | 7,406             | 216,406                    |
| Квінсленд                                                       | 3,759,098         | 199,374           | 6,566,726                  |
| Південна Австралія                                              | 1,736,266         | 83,916            | 1,995,313                  |
| Тасманія                                                        | 598,116           | 22,449            | 619,589                    |
| Вікторія                                                        | 5,916,835         | 234,852           | 8,495,137                  |
| Західна Австралія                                               | 2,408,043         | 104,757           | 3,525,705                  |
| Австралія                                                       | 20,468,530        | 1,227,247         | 33,812,245                 |
| Станом на 18 березня 2022 р. 14:00 за східним стандартним часом |                   |                   |                            |

### Австралійська столична територія
22 лютого 2021 року перший житель Канберри отримав щеплення від COVID-19. Вона була 22-річною дипломованою медсестрою та членом групи тестування на COVID-19.
Згідно з даними Австралійської столичної території, станом на 11 червня 2021 року щеплення проводили один центр масової вакцинації в Гаррані, одна клініка вакцинації в державній лікарні Голгофи та деякі вибрані клініки загальної практики.
60 % населення Австралійської столичної території отримали першу дозу вакцини станом на 24 серпня 2021 року. 11 вересня 2021 року Австралійська столична територія стала першою австралійським штатом або територією, де 50 % відповідного населення старше 16 років були повністю вакциновані. 30 вересня 2021 року Австралійська столична територія стала першим штатом або територією, яка досягла 90 % введення перших доз вакцини, особам віком від 16 років.

### Новий Південний Уельс
8 квітня 2021 року Австралійська технічна консультативна група з імунізації рекомендувала віддавати перевагу вакцині Pfizer (Комірнаті) перед вакциною AstraZeneca для осіб віком до 50 років. Це призвело до того, що уряд Нового Південного Уельсу тимчасово призупинив щеплення вакциною AstraZeneca в штаті протягом одного дня.
10 травня 2021 року в Олімпійському парку Сіднея відкрився центр масової вакцинації. Того ж дня розпочалася реєстрація жителів Нового Південного Уельсу віком від 40 до 49 років для отримання вакцини Pfizer. 9 серпня арена «Qudos Bank» в Олімпійському парку Сіднея була відкрита як центр вакцинації вакциною Pfizer для учнів, які отримують сертифікат для вступу до вищої школи. У перший день центр був повністю заповнений: проведено майже 3 тисячі вакцинацій. Центр вакцинації Qudos Arena закрився 7 листопада 2021 року після введення понад 360 тисячі доз.
З 16 червня 2021 року жителі Нового Південного Уельсу старше 50 років могли отримати щеплення AstraZeneca у частині аптек. Департамент охорони здоров'я штату схвалив 1250 аптек для введення вакцини відповідно до суворих правил.
12 липня уряд штату дозволив вакцинацію AstraZeneca особам віком старше 40 років, з відкриттям центрів вакцинації в регіонах Ферфілд, Кентербері-Бенкстаун і Ліверпуль на тлі значного поширення в цих районах Дельта-варіанту COVID-19.
24 липня Австралійська технічна консультативна група з імунізації оприлюднила заяву у відповідь на спалах варіанту Дельта, у якій говорилося, що всі особи віком від 18 років у районі Сіднея, включаючи дорослих віком до 60 років, повинні наполегливо розглянути можливість вакцинації будь-якою доступною вакциною, включаючи вакцину AstraZeneca проти COVID-19. Це ґрунтувалося на підвищеному ризику інфікування COVID-19 і поточних обмеженнях у поставках вакцини Pfizer.
24 серпня Новий Південний Уельс досяг рубежу в 60 % перших доз, введених відповідному населенню. 2 вересня Новий Південний Уельс став першим штатом, який досяг 70 % рівня введення перших доз відповідному населенню.
Станом на 5 вересня 2021 року 40 % населення Нового Південного Уельсу було повністю вакциновано. 15 вересня 2021 року Новий Південний Уельс став першим штатом у країні, 80 % населення якого отримали принаймні одну дозу вакцини. Станом на 17 вересня 2021 року 50 % населення Нового Південного Уельсу віком від 16 років отримали дві дози вакцини.
26 вересня 2021 року 60 % відповідних жителів отримали повну (подвійну дозу) щеплення від COVID-19. 85 % отримали одну дозу вакцини.
27 вересня 2021 року тодішній прем'єр-міністр штату Гледіс Береджіклян оголосила триетапну дорожню карту виходу з карантину та свободи для вакцинованих проти невакцинованих осіб. Усі три етапи залежать від досягнення показників дводозної вакцинації 70, 80 та 90 %.
7 жовтня 2021 року 70 % відповідних жителів віком від 16 років отримали повну вакцинацію проти COVID-19. Через 2 дні показники кількості осіб, які отримали принаймні одну дозу, досягли 90 %. 11 жовтня 2021 року штат Новий Південний Уельс перейшов до другої фази — фази переходу до вакцинації, оскільки минулого тижня штат досяг рівня 70 % повної вакцинації відповідного населення. Прем'єр-міністр штату (станом на 5 жовтня 2021 року) Домінік Перротт оголосив «День свободи» для Нового Південного Уельсу, оскільки штат вийшов із карантину, та було пом'якшено карантинні обмеження, але лише для повністю вакцинованих людей по всьому штату. Деякі обмеження залишалися в силі до досягнення рівня вакцинації 80 і 90 %.
16 жовтня 2021 року 80 % відповідних жителів штату отримали повну вакцинацію проти COVID-19. Новий Південний Уельс був першим штатом або територією, яка досягла 80 % повної вакцинації. 15 жовтня рівень одноразової вакцинації в Новому Південному Уельсі становив 91,9 %.
8 листопада 2021 року після закриття клініки на Qudos Bank Arena 7 вересня в «The Granville Center» відкрилася нова клініка вакцинації проти COVID-19. Клініка Granville працювала з 8:00 до 16:00, 7 днів на тиждень для першої, другої або бустерної дози.

### Північна Територія
22 лютого 2021 року перші щеплення проти COVID-19 (фаза 1A) у Північній Території були зроблені «працівникам із групи ризику серед працівників, які беруть безпосередню участь у боротьбі з поширенням хвороби» вакциною Pfizer–BioNTech проти COVID-19. Станом на 13 червня 2021 року щеплення по території проводили 25 амбулаторій загальної практики та 3 респіраторні амбулаторії.

### Квінсленд
До 13 червня 2021 року Департамент охорони здоров'я Квінсленда доставляв вакцини у штат для фази 1a, 1b і 2a (особам старшим 40 років). Центри вакцинації для осіб старше 40 років, включаючи лікарні, центри проведення заходів і клініки лікарів загальної практики. Мешканці, які мають право на вакцинацію, могли зареєструвати свою зацікавленість у вакцинації онлайн або записатися на прийом до найближчого центру. Прем'єр-міністр Квінсленда Анастасія Палащук заявила, що триває підготовка до створення центру масової вакцинації до кінця 2021 року.
Перший у штаті центр масової вакцинації відкрився в Брисбенському конференц-центрі та виставковому залі 11 серпня 2021 року.

### Південна Австралія
5 травня 2021 року в Мюррей-Бридж у Південній Австралії була проведена перше щеплення вакциною Oxford-AstraZeneca. Першим вакцинованим був лікар місцевої лікарні.
19 березня 2021 року Південна Австралія стикнулася з невдачею щодо початку вакцинації через неправильне відправлення вакцин. Вакцина Pfizer мала вирушити до Аделаїди, але була помилково доставлена в Перт, центр штату Західна Австралія. Прем'єр-міністр Південної Австралії Стівен Маршалл заперечив інформацію про будь-яку доставку і заявив, що відповідальність за доставку вакцини несе федеральний уряд. Федеральні чиновники підтвердили неправильну доставку.
30 квітня 2021 року у виставковому майданчику Аделаїди відкрився перший у Південній Австралії центр масової вакцинації проти COVID-19.

### Тасманія
До 11 червня 2021 року департамент охорони здоров'я Тасманії проводив щеплення відповідно до національного плану розгортання вакцини поетапно. Ті, хто мав право на вакцинацію, можуть записатися на прийом онлайн або за номером гарячої лінії. У програмі вакцинації брали участь лікарні, клініки, громадські центри здоров'я та клініки лікарів загальної практики (для вікової категорії 50+).
16 вересня 2021 року Тасманія стала другим штатом після Австралійської столичної території, який досяг 50 % повної вакцинації населення віком від 16 років.

### Вікторія
21 квітня 2021 року перші 3 центри масової вакцинації у Вікторії були відкриті в Мельбурнському конференц-центрі та виставковому центрі, Королівському виставковому центрі в Карлтоні, та Джилонгу. Ті, хто мали право на щеплення, могли записатися на прийом по телефону або прийти в будь-який центр. Ще один центр масової вакцинації для центральної частини штату Вікторія мав бути відкритий у Бендіго до кінця травня.
28 травня штат розширив введення вакцини для дорослих віком від 40 років, випереджаючи федеральний графік вакцинації.
9 серпня вакцина AstraZeneca стала доступною для дорослих віком 18–39 років у державних центрах вакцинації. В тих же центрах масової вакцинації вакцина Pfizer була доступна для дітей віком від 12 до 15 років з ослабленим імунітетом. Того ж дня на місці колишнього магазину «Bunnings» у Мелтоні відкрився перший в Австралії пересувний центр масової вакцинації. Спочатку в ньому вводилася вакцина Pfizer для осіб віком від 40 років, а вакцина AstraZeneca мала вводитись через тиждень.
З 25 серпня 2021 року будь-яка повнолітня особа (від 16 років) мала право отримати вакцину Pfizer. Згідно з заявою уряду штату, 16 і 17-річним дозволено лише вакцину Pfizer, тоді як особи віком 18-59 років можуть вибирати між вакцинами AstraZeneca або Pfizer.
17 вересня 2021 року штат Вікторія досяг рубежу в 70 % часткової вакцинації населення віком 16+, яке відповідає вимогам.

### Західна Австралія
Станом на 10 червня 2021 року право на щеплення від COVID-19 у Західній Австралії мають люди віком від 30 років, а також перелічені нижче групи віком від 16 років.
- Особи з певним хронічним захворюванням.
- Особи, які доглядають за людьми з певними захворюваннями та обмеженими можливостями.
- Особи, які виїжджають за межі міста, звільняються від пільг.
- Працівники, які працюють у важких умовах і в групах підвищеного ризику.
- Охорона здоров'я, догляд за літніми людьми, працівники з догляду за інвалідами та волонтери.
- Карантинні та прикордонні працівники, включаючи побутові контакти.
- Аборигени та жителі островів Торресової протоки.
- Вагітні жінки віком від 16 років.

Столичні громадські клініки, респіраторні клініки загальної практики, клініки загальної практики, медичні служби аборигенів і регіональні громадські клініки брали участь у проведенні вакцинації.
Дітям (тобто особам віком до 18 років) пропонувалася вакцина Pfizer-BioNTech, дорослим віком від 18 до 59 років пропонувалися Pfizer-BioNTech і AstraZeneca, а дорослим віком від 60 років пропонувалася AstraZeneca.>
16 серпня Західна Австралія розширила право на отримання вакцини Pfizer для всіх осіб віком від 16 до 29 років.
Жителі Західної Австралії віком від 60 років отримали право на вакцинацію Pfizer з 20 вересня 2021 року.

## Схвалення вакцин
Чотири вакцини, які були початково схвалені для введення в Австралії, класифікуються як «тимчасово схвалені», що означає, що вони були визнані безпечними та ефективними на основі клінічних і наукових даних і знаходяться в процесі безстрокової реєстрації. Дозвіл означає, що вакцина стане частиною Австралійського реєстру терапевтичних товарів і буде повторно розглянута через 2 роки на основі додаткових клінічних даних.

### Вакцина Pfizer–BioNTech
25 січня 2021 року Австралійське агентство з лікарських засобів попередньо схвалило дводозову вакцину Pfizer–BioNTech проти COVID-19 під назвою «Комірнаті» для використання в Австралії. Попереднє схвалення рекомендує вакцину лише для пацієнтів віком від 16 років, поки не надійдуть клінічні дані від заявників вакцини (виробників, Pfizer і BioNTech). Крім того, склад і документацію кожної партії вакцин перевіряють лабораторії агентства перед доставкою до медичних працівників.
Міністерство охорони здоров'я та догляду за літніми людьми запланувало проведення щеплень проти COVID-19 у 5 етапів, організованих за ризиком зараження. Першими були вакциновані прикордонні, карантинні та медпрацівники, які беруть безпосередню участь у боротьбі з епідемією, та люди похилого віку, а потім люди віком старше 70 років, інші медичні працівники та працівники служби екстреної допомоги. Після попереднього схвалення вакцини «Комірнаті» прем'єр-міністр Скотт Моррісон заявив, що планується, що перша група розпочне вакцинацію до лютого 2021 року, тобто на 6 тижнів раніше, ніж планувалося спочатку.
Перше публічне щеплення від COVID-19 в Австралії фактично відбулося 21 лютого 2021 року вакциною Pfizer–BioNTech у Касл-Гілл у Сіднеї. 84-річний літній мешканець міста був першим австралійцем, який отримав вакцину. Щоб засвідчити довіру до національної вакцинальної програми, прем'єр-міністр Моррісон і головний лікар професор Пол Келлі також отримали щеплення.
23 лютого 2021 року в аеропорт Сіднея прибула друга партія вакцини Pfizer для Австралії. Міністр охорони здоров'я Гант підтвердив надходження 166 тисяч доз, і ще 120 тисяч доз мали надійти наступного тижня.
9 квітня 2021 року прем'єр-міністр Моррісон оголосив, що Австралія забезпечила ще 20 мільйонів доз вакцини Pfizer на додаток до 20 мільйонів, які вже були замовлені, тобто у 2021 році мали бути доступними для австралійців 40 мільйонів доз вакцини. Це сталося на тлі занепокоєння щодо вакцини AstraZeneca, яка у рідкісних випадках спричинювала утворення тромбів. Очікувалося, що додаткові дози Pfizer надійдуть до Австралії в останньому кварталі 2021 року.
23 липня 2021 року австралійське регуляторне агентство схвалило вакцину Pfizer проти COVID-19 для підлітків від 12 до 15 років.
5 грудня 2021 року австралійське регуляторне агентство тимчасово схвалило вакцину Pfizer проти COVID-19 для дітей віком від 5 до 11 років.

### Вакцина Oxford–AstraZeneca
16 лютого 2021 року Австралійське агентство з лікарських засобів схвалила вакцину Oxford–AstraZeneca для використання в Австралії. Початок введення цієї вакцини було заплановано на березень. Через два тижні, 28 лютого, перша партія вакцини, близько 300 тисяч0 доз, прибула до Сіднея для початку вакцинації з 8 березня. 5 березня 2021 року Італія припинила експорт вакцини AstraZeneca до Австралії через уповільнення розповсюдження цієї вакцини в ЄС. 23 березня агентство з лікарських засобів схвалило першу партію вакцини AstraZeneca місцевого виробництва заводу компанії «CSL-Seqirus» у Мельбурні, і 832200 доз були готові до застосування в наступні тижні.
17 червня 2021 року федеральний міністр охорони здоров'я Грег Гант оголосив про підвищення вікового цензу для введення вакцини AstraZeneca. Після нових рекомендацій від Австралійської технічної консультативної групи з імунізації вакцину більше не рекомендують особам віком до 60 років. Ця порада надійшла після нових випадків тромбозу з синдромом тромбоцитопенії в осіб віком до 60 років після вакцинації AstraZeneca.
23 червня 2021 року федеральний уряд оприлюднив прогнози щодо розподілу вакцин і спрогнозував, що вакцина Oxford-AstraZeneca буде «мало потрібна» після жовтня 2021 року, коли очікувалося, що всі австралійці старші 60 років, будуть повністю вакциновані.
9 лютого 2022 року в Австралії вакцина Oxford-AstraZeneca була схвалена агентством з лікарських засобів (все ще очікувала на схвалення групи з вакцинації) як бустерна вакцина для окремих осіб, подібно до бустерних вакцин Pfizer і Moderna, схвалених кілька місяців тому.

### Вакцина Moderna
24 червня 2021 року вакцина Moderna проти COVID-19 (Еластомеран), отримала тимчасове схвалення Австралійського агентства з лікарських засобів, що дає їй право подати заявку на тимчасову реєстрацію в Австралії. Вона призначений для використання особами віком від 18 років і старших, очікуючи на повне схвалення. 9 серпня 2021 року агентство з лікарських засобів схвалило вакцину Moderna в Австралії для осіб віком від 18 років. 4 вересня 2021 року вакцину також схвалили для підлітків віком від 12 до 17 років.

### Вакцина Janssen (Johnson & Johnson)
25 червня 2021 року Австралійське агентство з лікарських засобів надало тимчасове схвалення вакцині Janssen проти COVID-19, третій вакцині для потенційного використання в Австралії. До вакцини Janssen були висунуті суворі умови, які включають надання документів усіх розслідувань, пов'язаних з ефективністю, довгостроковими ефектами та проблемами безпеки, які необхідно регулярно надавати до регуляторного агентства. Станом на 3 серпня 2021 року після публікації «Національного плану кампанії вакцинації проти COVID SHIELD Op COVID» вакцина Janssen не була включена до програми вакцинації.

### Вакцина Novavax
20 січня 2021 року вакцина Novavax отримала попередній висновок австралійського регуляторного агентства, що дає їй право подати заявку на тимчасову реєстрацію в Австралійському реєстрі терапевтичних товарів. Станом на 14 червня 2021 року вакцина Novavax перейшла на фінальну стадію досліджень. Станом на 8 липня 2021 року регуляторне агентство ще досліджувало вакцину Novavax проти COVID-19 щодо її використання в Австралії. Станом на 23 січня 2022 року австралійське регуляторне агентство надало тимчасове схвалення вакцині, а станом на 24 січня комісія з вакцинації схвалила її застосування, яке мало розпочатися після надходження вакцини наприкінці лютого. Вакцина Novavax стала доступною безкоштовно для австралійських громадян, які вказали себе як за програмою «Medicare», так і без неї. У столичних містах доступні вакцинації в клініках.

### Рекомендації технічної консультативної групи з імунізації щодо використання вакцин
Після того, як регуляторне агентство Австралії схвалить вакцини, Австралійська технічна консультативна група з імунізації надає рекомендації та клінічні вказівки щодо використання вакцини. Станом на 29 липня 2021 року вакцина AstraZeneca проти COVID-19 є рекомендованою вакциною для осіб віком від 60 років. Вакцина Pfizer проти COVID-19 — це вакцина проти COVID-19, якій надають перевагу особам віком до 60 років; і додатково рекомендована особам з анамнезом тромбозу церебральних венозних синусів, гепарин-індукованої тромбоцитопенії, тромбозу глибоких вен або антифосфоліпідного синдрому з тромбозом. Ці рекомендації базуються на ризику поствакцинальних тромбозів, виявився вищим у молодих дорослих, ніж у літніх людей, і молоді дорослі мають нижчу ймовірність важких наслідків COVID-19 порівняно з літніми дорослими, а також теоретичні занепокоєння тим, що випадки рідкісних захворювань, перелічених вище, можуть підвищити ризик поствакцинального тромбозу. Вакцина AstraZeneca також рекомендована більшості людей віком від 18 років після консультації з лікарем загальної практики, які проживають у оголошених зонах підвищеної захворюваності на COVID-19.
У червні 2021 року федеральний уряд прогнозував, що після жовтня 2021 року буде лише «невелика потреба» у вакцині Oxford-AstraZeneca, оскільки очікується, що всі австралійці старші 60 років будуть імунізовані.

### Міжнародне визнання вакцин
1 жовтня 2021 року прем'єр-міністр Скотт Моррісон оголосив, що Австралійське агентство з лікарських засобів розглядає дві міжнародно визнані вакцини для майбутніх міжнародних поїздок як рівноцінні вакцинам, схваленим для використання в Австралії, щоб уникнути суворого карантину в готелях. Перша вакцина — індійська вакцина Astrazeneca під торговою маркою «Ковішелд», друга — «Коронавак» з Китаю.
1 листопада 2021 року австралійське регуляторне агентство визнало ще дві вакцини: «Коваксин» і вакцину Sinopharm BIBP.
17 січня 2022 року австралійське регуляторне агентство визнало вакцину «Спутник V».
| Назва вакцини  | Країна походження | Виробник                                                                    | Статус  |
| -------------- | ----------------- | --------------------------------------------------------------------------- | ------- |
| Ковішелд       | Індія             | AstraZeneca/Інститут сироватки крові Індії                                  | визнана |
| Коваксин       | Індія             | Bharat Biotech                                                              | визнана |
| Коронавак      | КНР               | Sinovac Biotech                                                             | визнана |
| Sinopharm BIBP | КНР               | Sinopharm                                                                   | визнана |
| Спутник V      | Росія             | Науково-дослідний інститут епідеміології та мікробіології ім. М. Ф. Гамалії | визнана |
| Janssen        | США               | Janssen Pharmaceutica                                                       | визнана |

## Постачання вакцини та проблеми
Уряд Австралії уклав угоди з Pfizer/BioNTech, Оксфордським університетом/AstraZeneca, Novavax, Університетом Квінсленду та COVAX на постачання вакцин. Розробка вакцини Університету Квінсленду була припинена в грудні 2020 року після того, як випробування показали, що, незважаючи на те, що вона була безпечною, вона викликала помилкові позитивні результати тестів на ВІЛ. У січні 2021 року австралійське регуляторне агентство попередньо схвалило вакцину Pfizer. Уряд Австралії замовив 10 мільйонів доз, причому перші 80 тисяч мали бути доставлені в лютому 2021 року, але проблеми з виробництвом і запровадження експортного контролю з боку Європейського Союзу на поставки до країн за межами Європи ускладнили виконання графіка поставок.
Проблеми з доставкою також вплинули на поставки вакцини Oxford–AstraZeneca проти COVID-19, яка була попередньо схвалена австралійським регуляторним агентством у лютому 2021 року, та отримала остаточне схвалення в березні. Замовлення було зменшено з 3,8 мільйона до 1,2 мільйона доз цієї вакцини, яка була виготовлена в Бельгії, і надходження її перенесено на березень 2021 року. Компанія «CSL Limited» почала виробництво 50 мільйонів доз вакцини AstraZeneca у Мельбурні в листопаді 2020 року. Очікувалося, що поставки її розпочнуться в березні 2021 року. Вакцину AstraZeneca можна було зберігати при нормальній температурі охолодження від 2 до 8 °C, тоді як вакцину Pfizer необхідно було зберігати при температурі –70 °C. Проте були висловлені занепокоєння щодо ефективності вакцини AstraZeneca. Журнал Immunology & Cell Biology закликав призупинити її застосування, оскільки ефективність вакцини, про яку повідомляли дослідження, була недостатньою для досягнення бажаного ефекту колективного імунітету. Керівництво «CSL» відхилило запрошення постати перед розслідуванням Сенату Австралії.
Незважаючи на те, що прем'єр-міністр Австралії Скотт Моррісон заявив, що Австралія буде «в першій частині черги», а міністр охорони здоров'я та соціального захисту Грег Хант заявив, що Австралія буде однією з перших країн, які отримають вакцини проти COVID-19, ще 61 країна вже почала вакцинацію своїх громадян до кінця січня 2021 року, тоді як початок вакцинації в Австралії було заплановано лише через місяць.
15 лютого 2021 року до Австралії прибуло 142 тисячі доз вакцини Pfizer–BioNTech проти COVID-19. Перші дози мали ввести 22 лютого. Доктор Роберто Перес-Франко з Центру ланцюгів постачання та логістики Університету Дікіна назвав постачання вакцини в усьому світі «найбільшим логістичним зусиллям у світі з часів світової війни». Після цього 28 лютого 300 тисяч доз вакцини Oxford–AstraZeneca прибули до аеропорту Сіднея. Планувалося, що більшість австралійців будуть щеплені цією вакциною, більшість з якої виготовлена в Австралії компанією «CSL Limited». 5 березня Італія та Європейський Союз заблокувала постачання 250 тисяч доз вакцини Oxford−AstraZeneca з Італії до Австралії, посилаючись на низьку кількість випадків COVID-19 в Австралії та обмежену доступність вакцин в ЄС.
Місцеве виробництво вакцин почалося в листопаді 2020 року. 16 лютого 2021 року перші флакони вакцини проти COVID-19, виробленої в Австралії, зійшли з виробничої лінії на заводі «CSL Behring» у передмісті Мельбурна Бродмедоузі. Це активна сировина для вакцини. Флакони з вакциною наповнюються та упаковуються в дози на заводі «Seqirus», дочірньої компанії CSL, у передмісті Мельбурна Парквілл. Виробництво вакцини AstraZeneca в Австралії отримало остаточний дозвіл від регуляторного агентства 21 березня. Повідомлялося, що деякі медичні працівники, які безпосередньо брали участь у боротьбі з епідемією, віддали перевагу вакцині Pfizer над вакциною AstraZeneca.
Уряд Австралії також підписав угоду з компанією Novavax на 51 мільйон доз її вакцини, поставки якої спочатку планувались на середину 2021 року. Станом на квітень 2021 року вакцину ще мало схвалити регуляторне агентство. Вона не виробляється в Австралії, тому, як і інші імпортні вакцини, її наявність була невизначеною. У ході досліджень повідомлялося, що її ефективність проти COVID-19 становить 95,6 %, а проти варіанту, виявленого у Великій Британії — 86,3 %. Першим в Австралії дослідженням вакцини проти COVID-19 на людях було дослідження вакцини Novavax яке розпочалося в Мельбурні 26 травня 2020 року.
У поданні до бюджету на лютий 2021 року Австралійська академія наук продовжила заклик до уряду розвинути можливості для розвитку технології виробництва мРНК-вакцин в Австралії. Можливість масового виробництва таких вакцин у країні захистить Австралію від потрясінь пропозиції, та забезпечить безпеку при майбутніх пандеміях та потенційних ситуаціях з необхідністю біозахисту. МРНК-вакцини проти коронавірусу, виготовлені «Moderna» та «Pfizer», показали високі результати в клінічних дослідження, тому очікувалося, що їх буде легше переналаштувати, щоб обслуговувати нові варіанти вірусу, ніж вакцини попередніх поколінь. мРНК-вакцини проти коронавірусу, виготовлені Moderna та Pfizer, показали високі результати в клінічних випробуваннях, і очікується, що їх буде легше переналаштувати, щоб боротися з новими варіантами вірусу, ніж більш традиційні вакцини.
Американська компанія Moderna уклала угоду з федеральним урядом Австралії, оголошену 13 травня 2021 року, про надання 25 мільйонів доз своєї вакцини проти COVID-19 «mRNA-1273» за умови схвалення австралійським регуляторним агентством.
| Назва вакцини      | Статус         | Кількість     | Схвалення вакцини                                                                             | Початок введення | Вікова група                              | Схвалення бустерної дози                                                                                       | Посилання                                     |
| ------------------ | -------------- | ------------- | --------------------------------------------------------------------------------------------- | ---------------- | ----------------------------------------- | --- | --------------------------------------------- |
| Pfizer–BioNTech    | застосовується | 125 мільйонів | 25 січня 2021                                                                                 | 22 лютого 2021   | віком 5+                                  | 27 жовтня 2021                                                                                                 | [ 140 ] [ 141 ] [ 142 ] [ 143 ]               |
| Oxford–AstraZeneca | застосовується | 53,8 мільйона | 16 лютого 2021 (умовно, рекомендовано для осіб старших 60 років і старших 18 років у Сіднеї.) | 5 березня 2021   | Вік 18+                                   | Очікується на схвалення комітету з вакцинації, проте регуляторне агентство схвалило бустер 9 лютого 2022 року. | [ 145 ] [ 146 ]                               |
| Moderna            | застосовується | 25 мільйонів  | 9 серпня 2021                                                                                 | 20 вересня 2021  | Вік від 6 місяців (починаючи з 5 вересня) | 8 вересня 2021                                                                                                 | [ 150 ] [ 4 ] [ 151 ] [ 152 ] [ 153 ] [ 154 ] |
| Novavax            | застосовується | 51 мільйон    | 20 січня 2022                                                                                 | 15 лютого 2022   | Вік 12+                                   | 2 березня 2022                                                                                                 | [ 160 ] [ 161 ]                               |

### Критика графіка вакцинації
11 березня 2021 року Австралійська медична асоціація засвідчила, що малоймовірно, що буде досягнута мета уряду щодо проведення вакцинації всім австралійцям до жовтня 2021 року, і припустила, що середина грудня 2021 року буде більш реалістичною датою. Уряд мав на меті ввести 60 тисяч доз до кінця лютого, але було введено лише 31 тисячу доз. Станом на кінець березня програма вакцинації також відставала від цільового показника на 83,25 %: міністерство охорони здоров'я планувало отримати 4 мільйони доз до початку проведення вакцинації, але було доставлено лише 670 тисяч доз.
Розгортання вакцинальної кампанії зазнало чергової невдачі, коли фармацевти відклали приєднання до програми вакцинації до червня. Федеральний уряд заявив, що блокування ЄС відправлення понад 3 мільйонів доз вакцини до Австралії було основною причиною затримки проведення вакцинації, хоча ЄС офіційно підтвердив лише на початок березня блокування експорту 250 тисяч доз вакцини.
Медичні рекомендації, які не рекомендують використовувати вакцину AstraZeneca людям віком до 50 років через випадки тромбозу, пов'язані з вакциною, стали ще однією серйозною перешкодою у проведенні вакцинації, враховуючи, що вакцина AstraZeneca спочатку була запланована як наріжний камінь усієї програми. Прем'єр-міністр Скотт Моррісон тоді заявив, що остаточний графік вакцинації більше не може бути наданий, і існує потреба переоцінити та відкалібрувати програму.
11 квітня 2021 року прем'єр-міністр Моррісон визнав, що попередню мету щодо вакцинації всіх австралійців до кінця 2021 року було важко досягти, а також сказав, що не було встановленої мети щодо графіка вакцинації через багато пов'язаних невизначених факторів. Моррісон запропонував проводити два засідання кабінету міністрів на тиждень, доки не будуть вирішені всі проблеми, які затримували проведення вакцинації.
Станом на 28 квітня 2021 року в Австралії було зроблено понад 2 мільйони щеплень проти COVID-19, але це було на 3 мільйони менше від початкових планів. Дехто критикував федеральний уряд за те, що він відхилив запрошення на зустріч із керівниками компанії «Pfizer» у 2020 році, коли інші країни почали розміщувати замовлення.
Станом на 16 серпня 2021 року більше 10 мільйонів австралійців отримали свою першу дозу вакцини проти COVID-19 по всій країні.

## Вакцини-кандидати в клінічних дослідженнях
Станом на 2 жовтня 2022 року в Австралії було зареєстровано 9 вакцин-кандидатів для проведення клінічних досліджень, але не всі почали реєстрацію учасників досліджень.
| Вакцина                                             | Країна походження | Тип (технологія)  | Прогрес | Посилання |
| --------------------------------------------------- | ----------------- | ----------------- | --- | --------- |
| RBD SARS-CoV-2 HBsAg VLP SpyBiotech                 | Велика Британія   | Субодинична       | Фаза I—II (280), рандомізована, плацебо-контрольована, багатоцентрова. Серпень 2020—2021, Австралія                               | [ 172 ]   |
| COVAX-19 Vaxine Pty Ltd                             | Австралія         | Субодинична       | Фаза III (16 876), рандомізоване, двостороннє, подвійне сліпе, контрольоване плацебо, серпень — вересень 2021 р., Іран            | [ 173 ]   |
| INNA-051 Ena Respiratory                            | Австралія         | Вірусний вектор   | Фаза II (423), рандомізоване, подвійне сліпе, плацебо-контрольоване. Березень — грудень 2022 р., Австралія                        | [ 174 ]   |
| COVIGEN Сіднейський університет                     | Австралія         | ДНК-вакцина       | Фаза I (150), подвійне сліпе, із зміною дози, рандомізоване, плацебо-контрольоване. Лютий 2021 — червень 2022, Австралія, Таїланд | [ 175 ]   |
| bacTRL-Spike Symvivo                                | Канада            | ДНК-вакцина       | Фаза I (24), рандомізоване, сліпе, плацебо-контрольоване. Листопад 2020 — лютий 2022, Австралія                                   | [ 176 ]   |
| SC-Ad6-1 Tetherex Pharmaceuticals                   | США               | Вірусний вектор   | Фаза I (40), вперше на людях, відкрите, одноразова зростаюча доза та багатодозове. Червень — грудень 2021 р., Австралія           | [ 177 ]   |
| IVX-411 Icosavax, Seqirus Inc.                      | США               | Субодинична       | Фаза I—II (168), рандомізоване, сліпе, плацебо-контрольоване. Червень 2021—2022, Австралія                                        | [ 178 ]   |
| COVID-19-EDV EnGeneIC                               | Австралія         | Вірусний вектор   | Фаза I (18), відкрите, нерандомізоване, з підвищенням дози. Серпень 2021–січень 2022, Австралія                                   | [ 179 ]   |
| Безіменна індійський імунолог, Університет Гріффіта | Австралія, Індія  | Ослаблена вакцина | Доклінічна стадія | [ 180 ]   |

## Паспорт вакцинації
У червні 2021 року федеральний уряд повідомив, що в майбутньому планується запровадити цифровий паспорт вакцинації як доказ вакцинації. Усі вакциновані австралійці зможуть отримати доступ до своїх цифрових сертифікатів вакцинації через додаток «Express Plus Medicare» або обліковий запис myGov. Іншими країнами та організаціями, які заявили про свій намір мати подібну систему, були Канада, Європейський Союз і Велика Британія. Повністю вакциновані особи також можуть додати свій цифровий сертифікат у свій «Apple Wallet» або «Google Pay».
У вересні 2021 року Південна Австралія почала тестування цифрової декларації пасажира (DPD), яка могла б замінити фізичну картку пасажира та цифрову форму австралійської туристичної декларації COVID-19. Цю декларацію заповнюватимуть усі подорожуючі, що прибувають до країни, і вона матиме форму мобільного або веб-додатку. DPD міститиме цифровий сертифікат про вакцинацію, а також може використовуватися для відстеження домашнього карантину та допомоги у відстеженні контактів.
У жовтні 2021 року Національний кабінет міністрів оголосив, що уряд Австралії створить міжнародний сертифікат вакцинації проти COVID-19 для осіб, які виїздять із країни, який відповідатиме стандартам, визначеним Міжнародною організацією цивільної авіації. 19 жовтня 2021 року власникам австралійських паспортів і віз було надано доступ до міжнародного сертифікату вакцинації проти COVID-19 із QR-кодом, який можна завантажити на вебсайті MyGov або в додатку «Medicare Express». QR-код на міжнародному сертифікаті вакцинації проти COVID-19 можна відсканувати та перевірити за допомогою програми VDS-NC, яка зараз доступна в App Store та Google Play Store.

## Вакцинація та програма відновлення Австралії
30 липня 2021 року федеральний уряд оприлюднив переглянутий чотириетапний план щодо переходу австралійської національної відповіді на COVID-19 із поточних налаштувань до вакцинації, зосередженій на постійному придушенні передачі вірусу серед населення, на налаштування після вакцинації, зосереджені на профілактиці серйозних захворювань, госпіталізацій та смертей, а також боротьба служби охорони здоров'я з іншими інфекційними захворюваннями. Перехід на нову фазу запускається в момент, коли середній рівень вакцинації в країні досягає порогу, і цей рівень досягається при показнику, вираженому у відсотках від прийнятного населення (16+), на основі наукового моделювання, проведеного для COVID -19 цільовою група з аналізу ризиків та реагування. Станом на 6 листопада 2021 року Австралія перебувала на третій фазі, яка є «фазою консолідації вакцинації».
У заяві прем'єр-міністра від 30 липня 2021 року було оголошено, що федеральні уряди та всі штати та території в принципі погодилися з оновленим планом.
Для кожного етапу не встановлено дати. Відсоток повністю вакцинованого населення, яке має право на перехід до другої фази, або фази B, становить 70 %, і 80 % до третьої фази, фази C. Для фази D не було визначено жодної цільової цифри, натомість вона спорадично вводилася в дію з 21 лютого по 6 липня, коли невакцинованим особам дозволили вільно в'їздити до Австралії.
16 листопада 2021 року відсоток повністю вакцинованого дорослого населення віком від 16 років, яке відповідає вимогам, сягнув 83,9 %.
23 березня 2022 року відсоток повністю вакцинованого дорослого населення віком від 16 років, що відповідає вимогам, досяг 95,0 %.
| Можливі запроваджені заходи | Орієнтовна дата початку           | Цільовий відсоток повністю вакцинованого дорослого населення (16+) | Статус         |
| --- | --------------------------------- | ------------------------------------------------------------------ | -------------- |
| Перший етап — вакцинація, підготовка та пілотна стадія |                                   |                                                                    |                |
| - Запровадити національний план вакцинації, щоб надати кожному австралійцю можливість зробити щеплення якомога швидше - Ліміт прибуття з-за кордону тимчасово зменшено на 50 % (оголошено в першій версії плану) - Тестування вакцинованих мандрівників, які повернулися, із системою домашнього карантину та пілотною програмою для іноземних студентів - Механізм допомоги міжнародним вантажним перевезенням розширено - Підготовка до плану посилення вакцинації та встановлення цифрового паспорта вакцинації в аеропорту - Провести подальший перегляд національної мережі карантину в готелях | 1 липня 2021 — 19 жовтня 2021     | виконано                                                           | Фаза завершена |
| Друга фаза — фаза переходу до вакцинації |                                   |                                                                    |                |
| - Локдауни менш імовірні, але можливі - Полегшення побутових обмежень для вакцинованих жителів - Обмеження міжнародних кордонів і мала кількість прибуття з-за кордону з безпечним і пропорційним карантином - Відновити ліміт прибуттів з-за кордону для невакцинованих мандрівників і більший ліміт для вакцинованих мандрівників, які прибувають до країни - Обмежений в'їзд для іноземних студентів та власників економічних віз - Підготувати/запровадити програму посилення вакцинації (залежно від часу)                                                                                      | 20 жовтня 2021 — 5 листопада 2021 | виконано на 70%                                                    | Фаза завершена |
| Третій етап — етап консолідації вакцинації |                                   |                                                                    |                |
| - Лише чітко націлені карантинні - Звільнити вакцинованих жителів від усіх домашніх обмежень - Скасувати обмеження на повернення вакцинованих мандрівників - Збільшено обмеження на в'їзд для власників студентських, економічних та гуманітарних віз - Скасувати всі обмеження на виїзд для вакцинованих австралійців - Розширення туристичного міхура безпеки для необмежених поїздок до нових країн-кандидатів (наприклад, Сінгапур, острівні країни Тихого океану) | 6 листопада 2021-6 липня 2022     | 80 % повністю вакцинованих                                         | Фаза завершена |
| Четверта фаза — фаза після вакцинації (повернення до нормального стану) |                                   |                                                                    |                |
| - Жити з COVID-19: лікування, яке відповідає іншим інфекційним захворюванням - Відкриті міжнародні кордони, карантин для в'їзду осіб із високим ризиком (запроваджено 21 лютого) - Необмежений в'їзд для всіх прибулих вакцинованих осіб без карантину (запроваджено 21 лютого) - Необмежений в'їзд невакцинованих мандрівників, які проходять тестування перед польотом і після прибуття - Бустерна вакцинація за необхідності | 6 липня 2022 року – дотепер       | виконано                                                           | Фаза завершена |

### Операція COVID Shield
3 серпня 2021 року уряд Австралії оприлюднив "Національний план кампанії проти COVID-19 — національний план імунізації проти COVID-19 — операція «COVID Shield», і звіт про моделювання Інституту Догерті, щоб отримати рекомендації щодо національного плану переходу до нового плану заходів Австралії проти COVID-19.

## Побічні явища після імунізації
Схвалені вакцини проти COVID-19 вважаються безпечними. Існують суворі засоби захисту, які допомагають гарантувати безпеку всіх вакцин проти COVID-19, включаючи клінічні дослідження, щоб вони відповідали стандартам безпеки на національному та міжнародному рівнях. Вакцини проти COVID-19 можуть викликати легкі, короткочасні побічні ефекти, такі як субфебрильна температура, біль або почервоніння в місці ін'єкції, як і інші вакцини та ін'єкційні ліки. Більшість реакцій на вакцини незначні та зникають протягом кількох днів самостійно. Більш серйозні або тривалі побічні ефекти від вакцин можливі, але вкрай рідко. Вакцини постійно контролюються під час їх використання, щоб виявити рідкісні побічні явища та застосувати підходи для зменшення їх появи.

### Можливі побічні ефекти внаслідок вакцинації
- Поширеними побічними ефектами можуть бути головний біль, біль у м'язах, гарячка, озноб, млявість, реакції у місці ін'єкції та втома.
- Дуже рідкісні побічні ефекти можуть включати тромбоз із синдромом тромбоцитопенії, міокардит та перикардит.

| Частота повідомлень про несприятливі побічні ефекти на 1000 доз                 | 2.2                      |
| Загальна кількість отриманих повідомлень про несприятливі побічні ефекти        | 85,714                   |
| Загальна кількість введених доз                                                 | 39,106,606               |
| Загальна кількість звітів щодо вакцини Vaxzevria (AstraZeneca)                  | 41,598                   |
| Загальна кількість звітів для Comirnaty (Pfizer)                                | 41,762                   |
| Усього звітів для Spikevax (Moderna)                                            | 2,013                    |
| Загальна кількість тромбозу з тромбоцитопенією                                  | 166                      |
| Загальна кількість повідомлень про смерть внаслідок тромбозу з тромбоцитопенією | 8                        |
| Загальна кількість повідомлень про синдром Гієна-Барре                          | 156 suspected            |
| Всього звітів про міокардит                                                     | 730 підозрілих випадків  |
| Загальна кількість звітів про перикардит                                        | 1544 підозрілих випадків |
| Загальна кількість повідомлень про імунну тромбоцитопенію                       | 93 підозрілі випадки     |
| Загальна кількість випадків смерті внаслідок імунної тромбоцитопенії            | 1                        |

### Повідомлені несприятливі події
Одним із найперших серйозних побічних ефектів вакцини, про які повідомлялося в Австралії, став випадок з 44-річним чоловіком, який потрапив до лікарні «Box Hill» у Мельбурні 2 квітня 2021 року після появи важкого тромбозу з синдромом тромбоцитопенії після отримання вакцини AstraZeneca 22 березня. Подібні випадки були зареєстровані за кордоном серед тих, хто отримав вакцину AstraZeneca. Ця подія спонукала австралійське регуляторне агентство попередити всіх, хто відчував постійний головний біль або інші тривожні симптоми через 4-20 днів після отримання вакцини, звернутися до лікаря.
У квітні 48-річна жінка померла в лікарні Джона Хантера 15 квітня після появи тромбозу із тромбоцитопенією через 4 дні після вакцинації. Це була перша смерть в Австралії, ймовірно, пов'язана з вакцинацією від COVID-19. Було також підтверджено, що жінка хворіла на цукровий діабет та мала інші хронічні захворювання. З того часу в засобах масової інформації час від часу повідомлялося про нові випадки серйозних побічних ефектів, і ще дві смерті після вакцинації проти COVID-19, виявлені в червні. 52-річна жінка померла 10 червня внаслідок тромбу в головному мозку (тромбоз венозного синуса головного мозку). Австралійське регуляторне агентство заявило, що «імовірно» смерть була пов'язана з рідкісним побічним ефектом вакцинації. Це була друга смерть в Австралії, пов'язана з вакциною Oxford-AstraZeneca. 17 червня це частково призвело до рішення федерального уряду рекомендувати вакцину AstraZeneca лише особам старшим 60 років за порадою комітету з імунізації. Наприкінці червня 61-річна жінка померла в Королівській лікарні Перта від імунної тромбоцитопенічної пурпури, яка, за словами регуляторного агентства, ймовірно була пов'язана з її вакцинацією AstraZeneca.
У липні 2021 року було зареєстровано 3 смерті, пов'язані з вакцинацією AstraZeneca. 72-річна жінка, вакцинована 24 червня, була госпіталізована до Королівської лікарні Аделаїди 5 липня, і померла через 6 днів. Пізніше було ідентифіковано смерті ще 2 осіб віком більше 40 років.
Оновлення щодо перевірок цільової групи з імунізації щодо підтверджених і підозрюваних побічних ефектів є загальнодоступними. Станом на оновлення від 4 серпня 2021 року цільова група з імунізації підтвердила, що переваги вакцинації вакциною AstraZeneca проти COVID-19 значно переважають ризики побічних ефектів для всіх австралійців віком від 60 років.

### Зміни в рекомендаціях щодо вакцини AstraZeneca
Після оприлюднення висновків і порад щодо вакцини AstraZeneca від Великої Британії та ЄС після кількох місяців даних про використання їх вакцини, представники Австралійської технічної консультативної групи з імунізації (ATAGI) і регуляторного агентства Австралії зустрілися 8 квітня 2021 року, щоб переглянути та рекомендувати уряду порядок застосування вакцини AstraZeneca як частину процесу періодичної перевірки. Головний медичний спеціаліст Австралії Пол Келлі запевнив у безпеці вакцини та зазначив, що вона постійно перевіряється, і що для нації існують інші варіанти вакцин, як-от вакцина Pfizer «Комірнаті», а пізніше, можливо, Novavax.
Усіх осіб старших 50 років заохочували отримати вакцину AstraZeneca до 17 червня 2021 року, коли рекомендації консультативної групи з імунізації були переглянуті для осіб старших 60 років. У світі немає консенсусу щодо вікових обмежень. Інформаційний листок міністерства охорони здоров'я щодо вакцини AstraZeneca, опублікований 30 липня 2021 року, стверджував, що «під час спалаху дорослим віком до 60 років варто розглянути вакцину AstraZeneca, якщо вони не можуть отримати доступ до „Комірнаті“ (вакцина Pfizer)».